# A Ciência da Lógica
A Ciência da Lógica é uma obra em três volumes do filósofo Georg Wilhelm Friedrich Hegel, publicada pela primeira vez em Nuremberg entre 1812 e 1816, e revisada em 1831. É chamada também de grande lógica, em distinção ao primeiro volume da Enciclopédia das ciências filosóficas em compêndio de mesmo nome, conhecida como lógica menor ou lógica enciclopédica. É considerada por alguns como um dos livros mais densos da história da filosofia.
Apesar do nome, o livro trata marginalmente dos temas tradicionais da lógica, como as estruturas do discurso racional e formas válidas de raciocínio, alternativamente, passa por conceitos clássicos da metafísica - como ser, qualidade, quantidade, até a teleologia, vida e cognição.